# Last Action Hero
Last Action Hero (en español El último gran héroe o El último héroe en acción) es una película cómica de acción de 1993 dirigida por John McTiernan. La película, que representa una sátira del género, cuenta la historia de Danny, un joven al que le encantan las películas de acción, particularmente las de su héroe Jack Slater. La película está protagonizada por Arnold Schwarzenegger como el héroe ficticio de acción Jack Slater y él mismo a la vez. La cinta fue un rotundo fracaso de crítica y de público en su estreno, sin embargo, con el paso de los años se ha convertido en un film de culto.

## Argumento
Daniel "Danny" Madigan (Austin O'Brien) es un niño neoyorquino que vive solo con su madre. Solitario y poco interesado en la escuela, el mayor interés de Danny pasa por escabullirse al decadente cine de su amigo Nick (Robert Prosky) y ver las películas de su héroe de acción favorito, Jack Slater (Arnold Schwarzenegger). Una noche, después de sufrir un robo en su hogar estando solo (ya que su madre trabaja de noche), Danny visita a Nick, quien le ofrece una función privada de la cuarta versión de la saga Jack Slater.
Antes de iniciarse la película, Nick obsequia a Danny con un ticket dorado que según él, posee poderes mágicos, ya que el propio Harry Houdini, a quién Nick conoció en su niñez, se lo dio. Durante la película, el ticket hace efecto e introduce a Danny en la película, quien ayuda a Slater (intentando infructuosamente convencerlo, por ejemplo, desvelando detalles de la trama, de que su personaje es ficticio y no real, como él cree) a luchar contra los villanos de la película: el mafioso Tony Vivaldi (Anthony Quinn) y su asistente, el eficaz tirador Benedict (Charles Dance), quienes planean un golpe maestro para erradicar a la familia rival Torelli.
Sin embargo, las cosas se complican cuando después de una emboscada, Benedict se apropia del ticket de Danny, comprobando luego el poder del mismo de trasladarse al mundo real. Después de la muerte de Vivaldi, ejecutado por el mismo Benedict, éste se traslada al mundo de Danny, seguido por el niño y Slater, quien pese a reconocer finalmente su triste realidad, confía en derrotar a su enemigo de cualquier manera.

## Reparto
| Actor                 | Personaje                                 | Descripción |
| --------------------- | ----------------------------------------- | --- |
| Arnold Schwarzenegger | Detective Jack Slater / Él mismo / Hamlet | |
| Austin O'Brien        | Danny Madigan                             | |
| Charles Dance         | Benedict                                  | Mano derecha de Vivaldi, un antagonista soporte en Jack Slater IV, quien llegó a ser antagonista principal en la película                                                                   |
| Robert Prosky         | Nick                                      | El proyeccionista |
| Tom Noonan            | The Ripper                                | (El principal antagonista en Jack Slater III) y él mismo (el actor que hace de The Ripper)                                                                                                  |
| Frank McRae           | Teniente Dekker                           | El inmediato y temperamental supervisor de Slater, quien siempre le esta gritando |
| Anthony Quinn         | Tony Vivaldi                              | El principal antagonista de Jack Slater IV hasta que la interferencia de Danny cambio los eventos                                                                                           |
| Bridgette Wilson      | Whitney Slater                            | Hija de Jack y Meredith Caprice, la actriz que hizo de ella en las películas Slater |
| F. Murray Abraham     | John Practice                             | Amigo de Jack, se reveló como traidor. Danny decía que no era de confianza, diciendo que mató a Mozart, refiriéndose al papel ganador del Oscar de Abraham como Antonio Salieri en Amadeus. |
| Mercedes Ruehl        | Irene Madigan                             | Madre de Danny |
| Art Carney            | Frank Slater                              | Primo segundo de Jack. Este fue el último papel de película de Carney |
| Professor Toru Tanaka | guardaespaldas de Vivaldi y Benedict      | el Duro hombre asiático |
| Ryan Todd             | Andrew Slater                             | Hijo de Jack, quien fue muerto en Jack Slater III por the Ripper. |
| Bobie Brown           | Video Babe                                | Acreditado como Bobbi Brown Lane |

### Apariciones de Cameo
| Actor | Descripción |
| --- | --- |
| Franco Columbu                                                                                              | Su nombre apareció durante el inicio de créditos como director de "Jack Slater IV". Columbu fue un fisicoculturista compañero y amigo de Schwarzenegger                                                                      |
| Tina Turner                                                                                                 | Apareció en el clímax de "Jack Slatter III" como la alcaldesa de Los Ángeles |
| Sharon Stone                                                                                                | Apareció fuera de la puerta principal de LAPD como Catherine Tramell (de "Basic Instinct") |
| Robert Patrick                                                                                              | Apareció fuera de la puerta principal de LAPD como el T-1000 (de "Terminator 2: Judgment Day") |
| Mike Muscat                                                                                                 | Apareció como un policía en la sede de LAPD. Muscat previamente apareció con Schwarzenegger como Moshier en "Terminator 2: Judgment Day", y también como entrenador de actuación de Edward Furlong para la misma película.   |
| Sylvester Stallone                                                                                          | Como "Terminator" esta en un póster promocionando "Terminator 2: Judgment Day". Esto se refiere a la rivalidad amigable de Schwarzenegger con Stallone                                                                       |
| Anie Everhart                                                                                               | Empleada de tienda de vídeo. |
| Durante la premier de "Jack Slater IV" en el mundo real, varias celebridades aparecieron como ellas mismas. | |
| Maria Shriver                                                                                               | La entonces, esposa de Schwarzenegger |
| Little Richard                                                                                              | |
| Leeza Gibbons                                                                                               | Anfitriona de "Entertainment Tonight" |
| Jim Belushi                                                                                                 | Quien actuó con Schwarzenegger en "Red Heat" y después en "Jingle All the Way" |
| Damon Wayans                                                                                                | |
| Chevy Chase                                                                                                 | |
| Jean-Claude Van Damme                                                                                       | Quien trabajó como John McTiernan en la película de Schwarzenegger, "Predator" como el Predador original, antes de ser quitado, y después co-actuó con Schwarzenegger en "The Expendables 2"                                 |
| Otros | |
| MC Hammer                                                                                                   | Cuando Jack y Danny entran al cine para encontrar a Arnold Schwarzenegger, MC Hammer le pide a Slater un trato para hacer la banda sonora de "Jack Slater V"                                                                 |
| Wilson Phillips                                                                                             | Apareció cantando durante la escena del funeral |
| Ian McKellen                                                                                                | Apareció como la muerte, emergiendo vía un talón de boleto mágico de la película de Ingmar Bergman: "The Seventh Seal" (en la cual el papel fue originalmente actuado por Bengt Ekerot)                                      |
| Danny DeVito                                                                                                | Es la voz de Whiskers, el dibujo animado de policía detective gato. Él y Schwarzenegger actuaron como hermanos gemelos en "Twins" de 1988 y co-actuaron de nuevo en "Junior" de 1994. DeVito no fue acreditado por el papel. |
| Joan Plowright                                                                                              | Es la profesora de inglés que muestra a su clase la adaptación de película de 1948 de "Hamlet", la cual fue protagonizada y dirigida por el esposo de Plowright, Laurence Olivier                                            |

## Recepción
La película recibió críticas generalmente negativas. En Rotten Tomatoes la película cuenta con un ranking aprobatorio del 38% basado en 48 reseñas, con un rating promedio de 5.00 sobre 10. El consenso del sitio afirma: "Last Action Hero tiene todos los ingredientes para ser una gran película de acción, pero su tono disperso y su estructura desigual sólo terminan creando un lío confuso y caótico". En Metacritic cuenta con una puntuación de 44 sobre 100 con base en 19 críticas, indicando "revisiones mixtas".

## Estrenos mundiales
| País                                                                          | Fecha de estreno                  |
| ----------------------------------------------------------------------------- | --------------------------------- |
| Alemania                                                                      | Jueves 7 de octubre de 1993       |
| Argentina                                                                     | Jueves 12 de agosto de 1993       |
| Australia                                                                     | Jueves 16 de septiembre de 1993   |
| Austria                                                                       | Viernes 8 de octubre de 1993      |
| Bélgica                                                                       | Miércoles 11 de agosto de 1993    |
| Belice · Costa Rica · El Salvador · Guatemala · Honduras · Nicaragua · Panamá | Viernes 13 de agosto de 1993      |
| Bolivia                                                                       | Martes 31 de agosto de 1993       |
| Brasil                                                                        | Viernes 3 de septiembre de 1993   |
| Bulgaria                                                                      | Viernes 15 de octubre de 1993     |
| Chile                                                                         | Jueves 26 de agosto de 1993       |
| Colombia                                                                      | Jueves 5 de agosto de 1993        |
| Corea del Sur                                                                 | Sábado 24 de julio de 1993        |
| Croacia                                                                       | Jueves 23 de septiembre de 1993   |
| Dinamarca                                                                     | Viernes 15 de octubre de 1993     |
| Ecuador                                                                       | Miércoles 8 de septiembre de 1993 |
| Egipto                                                                        | Lunes 6 de diciembre de 1993      |
| Eslovenia                                                                     | Jueves 23 de septiembre de 1993   |
| España                                                                        | Viernes 20 de agosto de 1993      |
| Estados Unidos · Canadá                                                       | Viernes 18 de junio de 1993       |
| Filipinas                                                                     | Miércoles 7 de julio de 1993      |
| Finlandia                                                                     | Viernes 22 de octubre de 1993     |
| Francia                                                                       | Miércoles 11 de agosto de 1993    |

| País                         | Fecha de estreno                 |
| ---------------------------- | -------------------------------- |
| Grecia                       | Viernes 1 de octubre de 1993     |
| Hong Kong                    | Jueves 15 de julio de 1993       |
| Hungría                      | Jueves 12 de agosto de 1993      |
| India                        | Viernes 5 de noviembre de 1993   |
| Indonesia                    | Martes 17 de agosto de 1993      |
| Israel                       | Viernes 6 de agosto de 1993      |
| Italia                       | Jueves 7 de octubre de 1993      |
| Jamaica                      | Miércoles 11 de agosto de 1993   |
| Japón                        | Sábado 14 de agosto de 1993      |
| Líbano                       | Viernes 3 de septiembre de 1993  |
| Malasia                      | Jueves 19 de agosto de 1993      |
| México                       | Jueves 16 de septiembre de 1993  |
| Noruega                      | Viernes 22 de octubre de 1993    |
| Nueva Zelanda                | Viernes 6 de agosto de 1993      |
| Países Bajos                 | Jueves 5 de agosto de 1993       |
| Perú                         | Viernes 27 de agosto de 1993     |
| Polonia                      | Viernes 8 de octubre de 1993     |
| Portugal                     | Viernes 30 de julio de 1993      |
| Reino Unido Irlanda          | Viernes 30 de julio de 1993      |
| República Checa · Eslovaquia | Jueves 9 de septiembre de 1993   |
| República Dominicana         | Jueves 19 de agosto de 1993      |
| Rumania                      | Viernes 29 de octubre de 1993    |
| Singapur                     | Jueves 15 de julio de 1993       |
| Sudáfrica                    | Viernes 2 de julio de 1993       |
| Suecia                       | Viernes 24 de septiembre de 1993 |
| Suiza                        | Viernes 13 de agosto de 1993     |
| Tailandia                    | Sábado 10 de julio de 1993       |
| Taiwán                       | Sábado 3 de julio de 1993        |
| Turquía                      | Viernes 22 de octubre de 1993    |
| Uruguay                      | Viernes 20 de agosto de 1993     |
| Venezuela                    | Miércoles 25 de agosto de 1993   |

## Banda sonora
Fue publicado un álbum titulado Last Action Hero: Music From The Original Motion Picture, certificado disco de platino el 24 de agosto de 1993.
| Pista | Título               | Intérprete                 | Duración |
| ----- | -------------------- | -------------------------- | -------- |
| 1     | Big Gun              | AC/DC                      | 4:24     |
| 2     | What the Hell Have I | Alice in Chains            | 3:58     |
| 3     | Angry Again          | Megadeth                   | 3:47     |
| 4     | Real World           | Queensrÿche                | 4:21     |
| 5     | Two Steps Behind     | Def Leppard                | 4:19     |
| 6     | Poison My Eyes       | Anthrax                    | 7:04     |
| 7     | Dream On             | Aerosmith                  | 5:42     |
| 8     | A Little Bitter      | Alice in Chains            | 3:53     |
| 9     | Cock the Hammer      | Cypress Hill               | 4:11     |
| 10    | Swim                 | Fishbone                   | 4:13     |
| 11    | Last Action Hero     | Tesla                      | 5:44     |
| 12    | Jack and the Ripper  | Michael Kamen & Buckethead | 3:43     |